# Intercidades (CP)
O serviço Intercidades refere-se a uma família de comboios de passageiros de longa distância em Portugal, gerida pela CP - Comboios de Portugal, E.P.E.. Pertence aos serviços de CP Longo Curso.

## História

### Década de 1980: formação

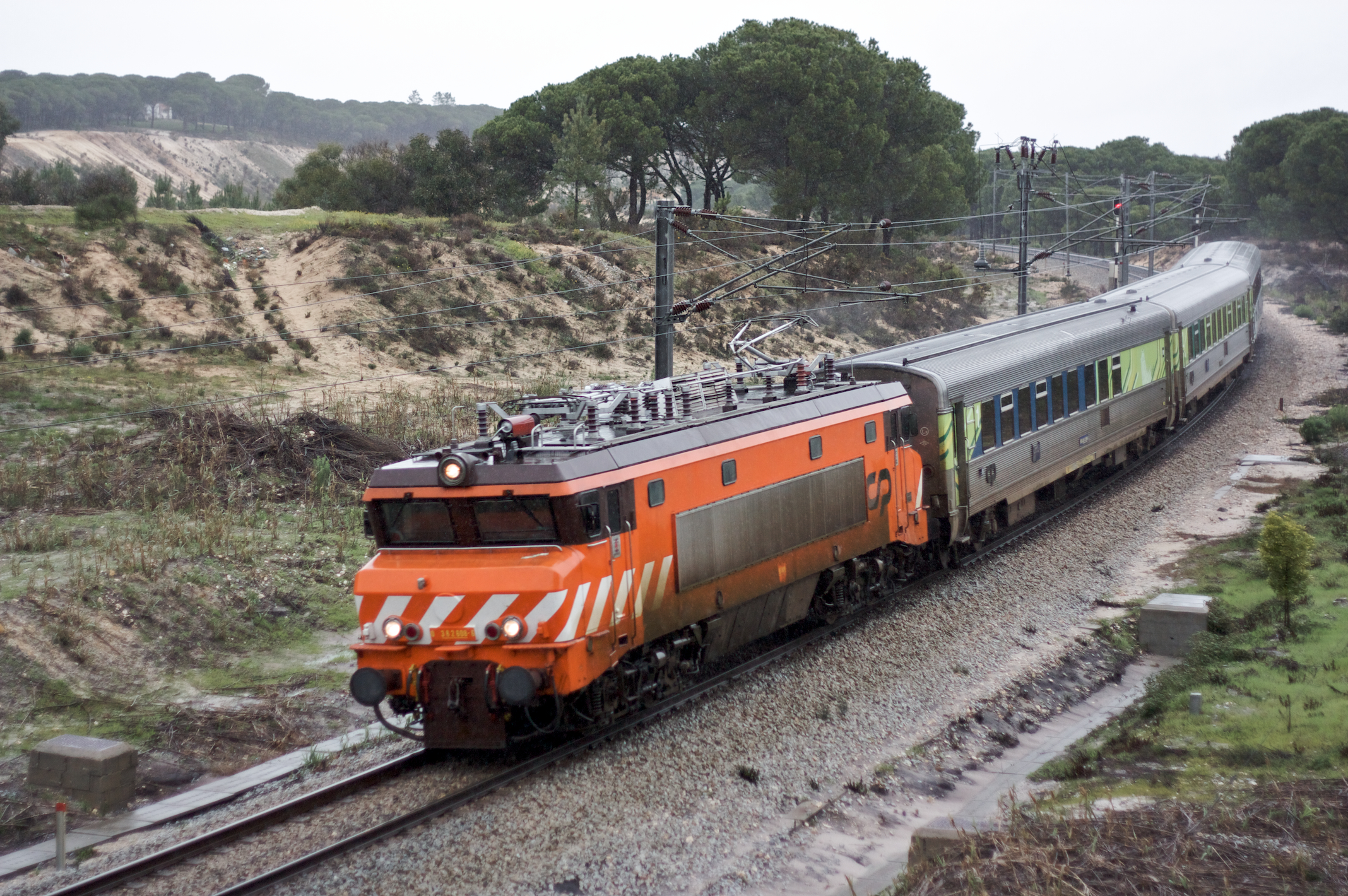
Composição Intercidades a circular na Linha do Sul, em 2010, junto a Alcácer do Sal, com locomotiva da Série 2600, entretanto retiradas do serviço destes comboios.

Na década de 1980, a concorrência feita pelos autocarros expressos ao comboio começava a ser cada vez mais forte em Portugal e a CP (a companhia ferroviária estatal) verificou que existia um segmento de mercado ao qual a companhia não oferecia ligações, um segmento composto por passageiros com necessidades de deslocação intermédias entre as aquelas que os serviços Alfa e Inter-Regional ofereciam. A CP considerava que a solução passava pela criação de um serviço ferroviário rápido, mas que simultaneamente abrangesse uma grande parte do território português, ligando Lisboa a capitais de distrito e a outras cidades com importância regional, em comboios com níveis de conforto semelhantes ou iguais aos existentes nos Alfa.
O serviço Intercidades foi implementado pelos Caminhos de Ferro Portugueses em Maio de 1988, de forma a alargar os serviços de passageiros de maior qualidade e velocidade, que antes se limitavam às ligações entre Lisboa e o Porto, ao resto do país. Este primeiro serviço Intercidades ligava Lisboa a Braga, passando por Coimbra e Porto. Inicialmente, existiam duas ligações por diárias em cada sentido; os comboios Intercidades consistiam numa locomotiva (elétrica entre Lisboa e Porto e diesel daí até Braga) que rebocava várias carruagens Corail (as mesmas que eram usados nos comboios Alfa); estas eram carruagens climatizadas, com assentos confortáveis e um amplo bar e com uma interior inspirado nas carruagens francesas. Ainda em 1988, começaram a funcionar cinco outros serviços Intercidades: os Intercidades da Beira Alta (Lisboa–Guarda), Beira Baixa (Lisboa–Covilhã), Algarve (Barreiro–Faro–Vila Real de Santo António, com ligação a Lagos), Oeste (Lisboa–Leiria e, posteriormente prolongado à Figueira da Foz) e Douro (Porto–Régua). Uma vez que a CP tinha falta de carruagens Corail, nos Intercidades da Beira Alta, Beira Baixa e Algarve eram usadas carruagens Sorefame; os Intercidades do Oeste e do Douro eram assegurados por automotoras triplas diesel da série 0600. Todos os serviços com origem em Lisboa partiam da Estação de Santa Apolónia, com excepção do serviço do Algarve, que partia da Estação do Barreiro e, do serviço do Oeste, que partia da Estação do Rossio. O serviço do Douro, partia da Estação de São Bento, no Porto.
Em 1989 é criado o serviço de Intercidades do Alentejo (Barreiro–Évora/Beja). Na estação de Casa Branca, onde a linha bifurcava, as carruagens com destino a Évora eram separadas do resto da composição e seguiam até Évora. Em Beja, o Intercidades fazia ligação com o Regional para Moura, ligação essa que foi extinta em 1 de Janeiro de 1990, com o encerramento do Ramal de Moura. Ainda em 1989, é criado o Intercidades Porto–Viana do Castelo e mais um Intercidades na Linha do Norte: o Intercidades Lisboa–Aveiro. À semelhança dos Intercidades do Oeste e do Douro, o Intercidades Porto–Viana era assegurado por automotoras da série 0600.

### Década de 1990
Em 1990, os serviços Intercidades na Linha da Beira Alta eram rebocados por locomotivas da Série 1550.
Em 1991, a CP decidiu prolongar os Intercidades do Oeste de Leiria até à Figueira da Foz. O material circulante também foi alterado: o Intercidades deixou de ser realizado por uma automotora da série 0600 e passou a ser assegurado por uma composição composta por uma locomotiva a diesel, uma carruagem Carel et Fouché (bar e 1.ª classe) e duas a três carruagens Sorefame (2.ª classe). Também nesse ano, o Intercidades Lisboa–Aveiro foi prolongado até ao Porto. Assim, o eixo Lisboa–Porto passou a ser servido por quatro comboios diários em cada sentido.

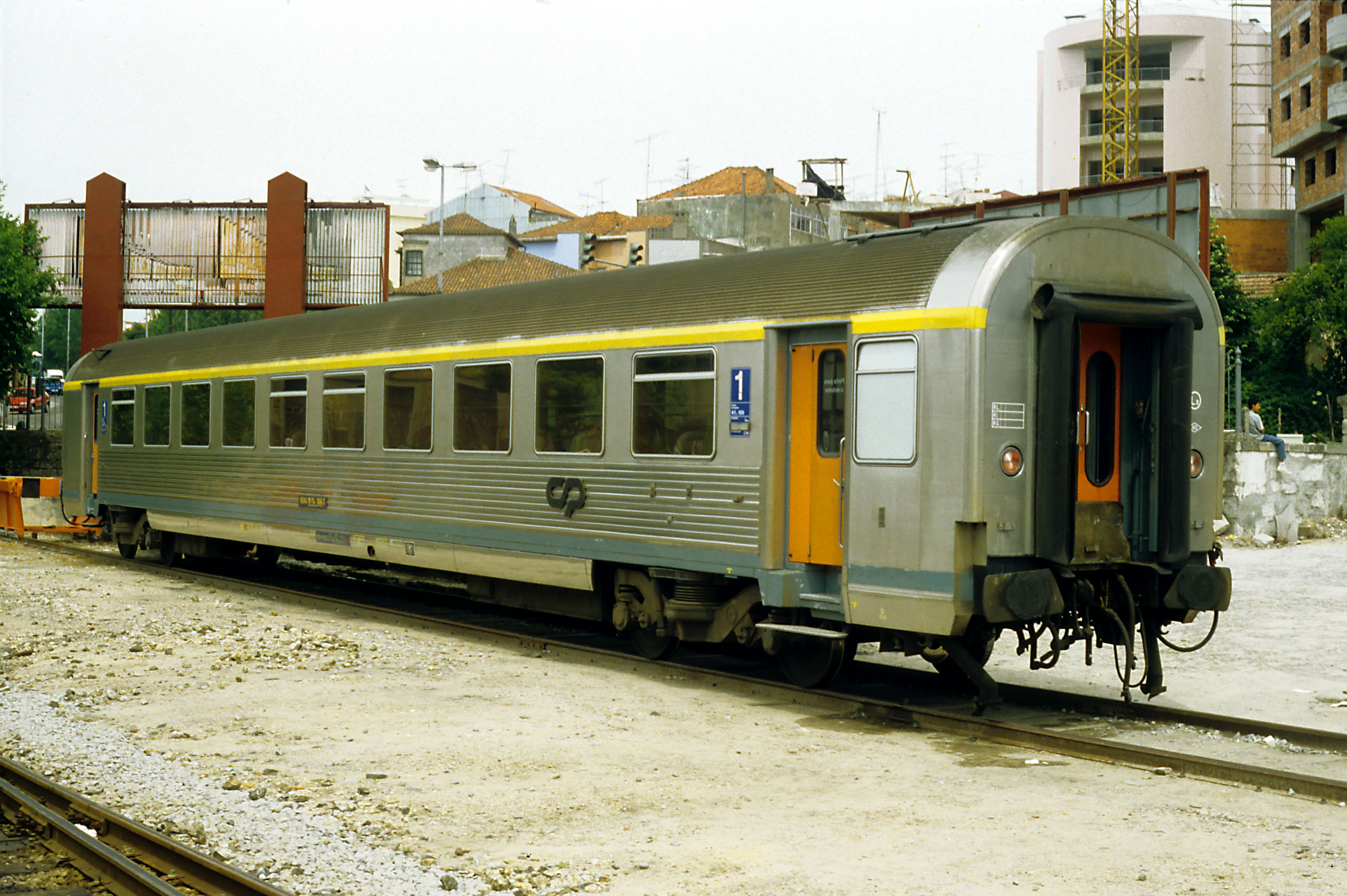
Carruagem Corail parqueada na Estação Ferroviária de Braga, em 1996.

Em 1992, o Intercidades Porto–Viana do Castelo foi encurtado, passando a ligar apenas Nine a Viana do Castelo. Na estação ferroviária de Nine (local onde a linha férrea proveniente do Porto bifurca para Braga e Viana do Castelo), este serviço tinha ligação com o Intercidades Lisboa–Braga. O Intercidades Nine–Viana do Castelo acabaria por ser suprimido dois anos depois.
Em 1993, entraram ao serviço Intercidades novas carruagens, criadas a partir das antigas carruagens construídas pela empresa Sociedades Reunidas de Fabricações Metálicas; em Setembro desse ano, já se encontravam em serviço nos comboios Intercidades entre Lisboa e a Guarda, tendo-se, nessa altura, previsto que também iriam assegurar estes serviços, entre a capital portuguesa e a Covilhã, e entre o Barreiro e Vila Real de Santo António. Com esta renovação, as carruagens Sorefame passaram a ser carruagens climatizadas, tal como já eram as Corail. A renovação das carruagens Sorefame custou PTE 5 000 000.
O primeiro corte nos serviços Intercidades da CP ocorreu em 1994, seis anos depois da criação deste serviço. Com efeito, a companhia suprimiu os Intercidades de ligação Nine–Viana do Castelo e o trajeto do Intercidades do Algarve (Barreiro–Faro–Vila Real de Santo António) foi encurtado para Barreiro–Faro. Até 1994, os Intercidades do Algarve levavam carruagens que, saindo do Barreiro, eram separadas do resto da composição em Tunes e daí seguiam para Lagos. Estas carruagens diretas também foram suprimidas.

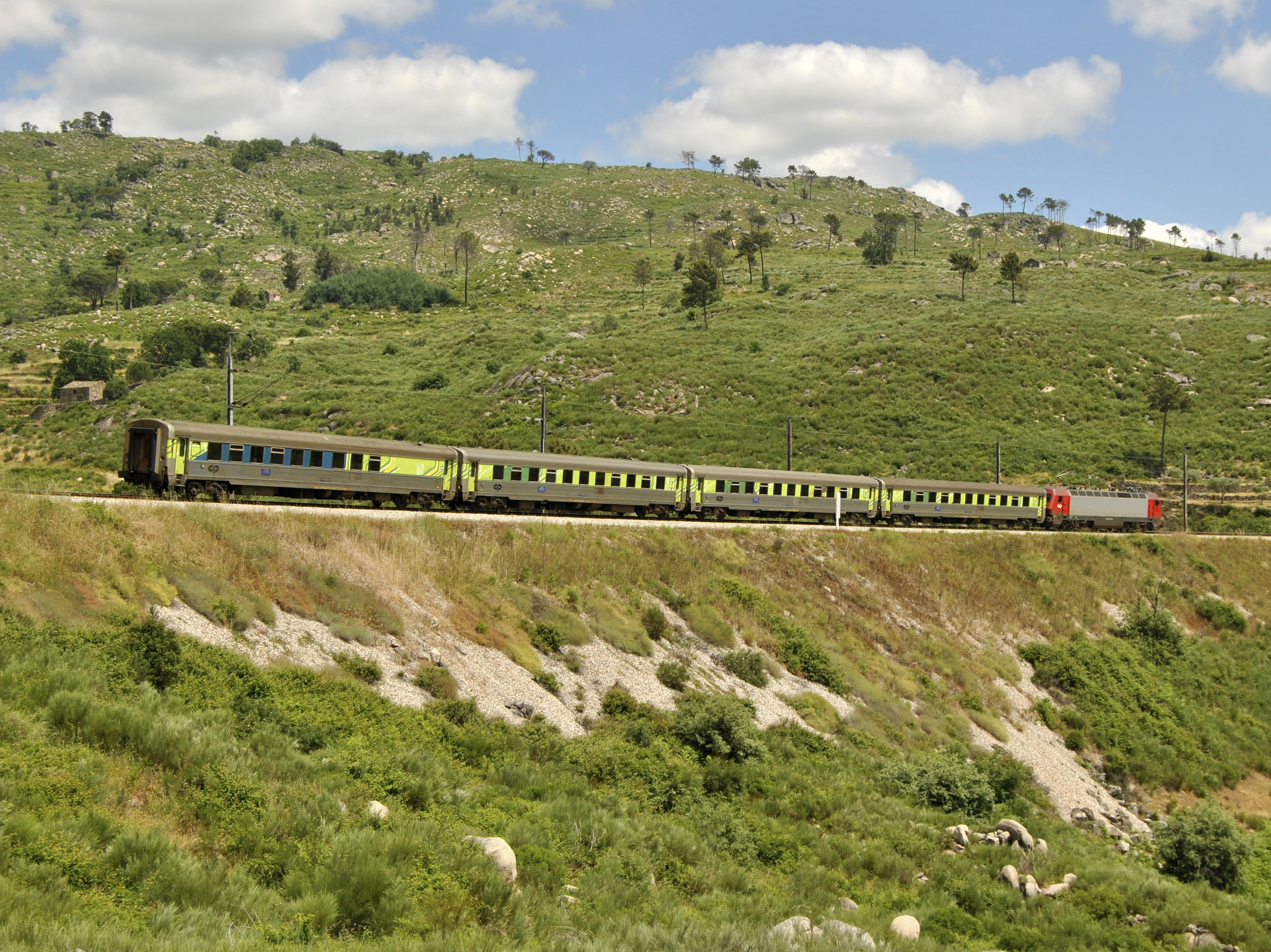
Em 1997, os Intercidades da Beira Alta (Lisboa–Guarda) passaram a ser rebocados por locomotivas elétricas em todo o seu percurso.

Em meados da década de 1990, a Linha da Beira Alta sofreu profundas obras de modernização e eletrificação. Até 1996, os Intercidades Lisboa–Guarda eram rebocados por uma locomotiva elétrica entre Lisboa e a Pampilhosa (a estação onde se encontram a Linha do Norte e da Beira Alta); na Pampilhosa, a locomotiva elétrica era trocada por uma a diesel que rebocava o Intercidades até à Guarda. Em Maio de 1996 entrou ao serviço a eletrificação no troço entre Pampilhosa e Mangualde, pelo que a troca de locomotivas se começou a realizar nesta última gare. Finalmente, em Fevereiro de 1997 foi inaugurada a eletrificação entre Mangualde e a Guarda, pelo que os Intercidades da Beira Alta passaram a ser realizados por locomotivas elétricas em todo o seu percurso.
Em 1997, os Intercidades da CP ligavam Lisboa e Porto a cerca de 60 vilas e cidades do país e transportaram 1 933 129 passageiros, dos quais 47% no eixo Lisboa–Porto–Braga. Nesse ano e nesse eixo, a CP obteve receitas de PTE 1 511 516 000, correspondente a 52% do total de receitas do serviço Intercidades. Os Intercidades da Beira Alta, Beira Baixa e Algarve tinham uma ocupação e produziam valores de receitas similares entre si. Por outro lado, os Intercidades do Douro, Oeste e Alentejo, em conjunto, transportavam 8% do total de passageiros dos serviços Intercidades. Tendo em conta que estes três últimos serviços eram realizados através de automotoras ou carruagens não-climatizadas, a CP decidiu rebaixá-los para a categoria de Inter-Regionais; deste modo, o conceito de serviço Intercidades podia ser homogeneizado (seria sempre realizado em carruagens climatizadas).

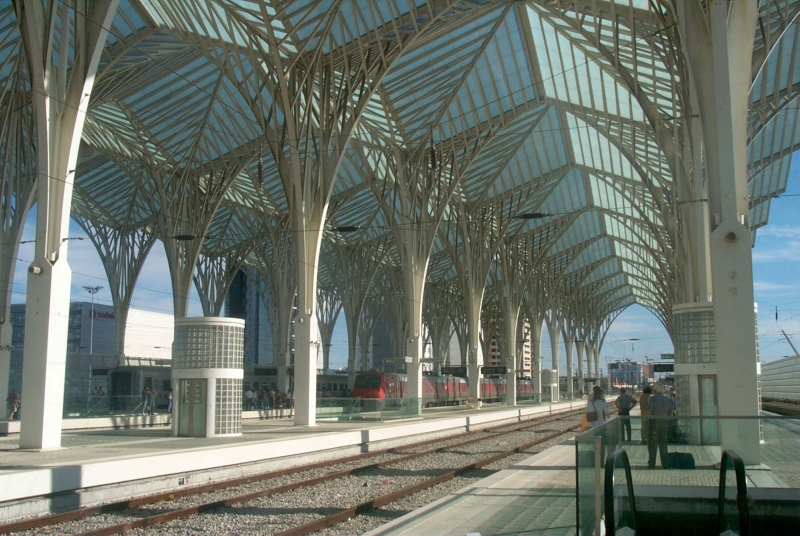
A Estação de Lisboa-Oriente, uma das estações centrais na rede dos Intercidades, foi inaugurada em 1998.

Assim, em Maio de 1998, os Intercidades do Douro (Porto–Régua), Oeste (Lisboa–Figueira da Foz) e Alentejo (Barreiro–Évora/Beja) passaram a ser considerados Inter-Regionais, mantendo exatamente os mesmos horários e material circulante; por outro lado, os preços foram reduzidos. Também nesse mês, a 18 de Maio, foi inaugurada em Lisboa a Gare do Oriente; esta estação era servida de origem por todos os serviços ferroviários da CP (incluindo o Intercidades) e gradualmente começa a assumir-se como a estação central de Lisboa. Nesse ano, o Intercidades do Oeste deixa de partir da gare do Rossio e passa a partir da Estação do Oriente.
Entre 1999 e 2000 os serviços Alfa (que ligavam Lisboa ao Porto em composições com locomotiva elétrica e carruagens Corail) foram substituídos pelo novo serviço Alfa Pendular, realizado através de modernas automotoras múltiplas elétricas da série 4000, com tecnologia pendular. Devido a isso, as carruagens Corail que estavam afetas ao serviço Alfa puderam ser usadas para comboios Intercidades. Com efeito, os Intercidades da Beira Alta (Lisboa–Guarda) passaram a ser realizados com carruagens Corail (em vez de carruagens Sorefame renovadas). Simultaneamente, a CP reativou o Intercidades do Alentejo (agora entre Barreiro e Beja), que passou a ser realizado em composições com locomotiva diesel e carruagens Sorefame renovadas.

### Década de 2000
Em 2000, o número de Intercidades diários no eixo Lisboa–Porto foi reduzido de quatro para dois por sentido; os Intercidades suprimidos foram substituídos por comboios Alfa Pendular com as mesmas paragens, horários e preços. Contudo, logo no ano seguinte, são criados dois novos Intercidades entre Lisboa e Porto, com mais paragens. Em 2001, a CP criou mais um serviço Intercidades por sentido no eixo da Beira Alta.
Em Abril de 2002, a CP anunciou que ia reintroduzir, aos fins-de-semana, os Intercidades nos eixos do Oeste e do Douro. No caso do Oeste, os Intercidades apenas iriam ligar Lisboa a Leiria, em vez de Lisboa à Figueira da Foz (como sucedia entre 1991 e 2002); a CP ia criar duas circulações: uma entre Lisboa-Oriente e Leiria ao final de sexta-feira, e outra entre Leiria e Lisboa-Oriente ao final de domingo. Os Intercidades do Douro iriam ligar Lisboa, Porto e Régua: as carruagens com destino à Régua iriam acopladas à composição do Intercidades Lisboa–Porto–Braga até ao Porto. Na estação de Porto-Campanhã, estas carruagens seriam separadas das carruagens com destino a Braga e ser-lhes-ia acoplada uma locomotiva a diesel para fazer a viagem, através da Linha do Douro, até à Régua. Tal como os Intercidades do Oeste, a CP ia criar dois serviços: um entre Lisboa-Santa Apolónia e Régua ao final de sexta-feira, e outro em sentido contrário no final de domingo. Os novos Intercidades do Douro e do Oeste seriam realizados através de carruagens Corail, que até 1999 só eram usadas nos comboios Alfa e nos Intercidades Lisboa–Porto–Braga. Originalmente, os Intercidades do Oeste e do Douro estavam agendados para começar em 16 de Junho de 2002 mas, no caso do Oeste, os serviços acabaram por não se iniciar nessa data. O jornal Público noticiou que a CP se tinha confrontado com dificuldades técnicas relacionadas com o furgão-gerador que iria alimentar o ar condicionado das carruagens Corail e em Agosto, a CP admitiu que a REFER (a empresa estatal que geria as infraestruturas ferroviárias) tinha imposto restrições à circulação desse furgão, pois ele interferia com a sinalização de algumas linhas eletrificadas. Os problemas técnicos acabaram por ser resolvidos e o Intercidades Lisboa–Leiria entrou ao serviço em 15 de Dezembro de 2002. Em Julho de 2003, a CP declarou que a ocupação dos Intercidades semanais do Oeste estava a crescer e que se justificava manter o serviço em operação; nos primeiros 6 meses de funcionamento, os comboios registaram uma ocupação média de 39% com um máximo de 65%. Contudo, os Intercidades do Oeste e do Douro acabariam por ser suprimidos em 2005.

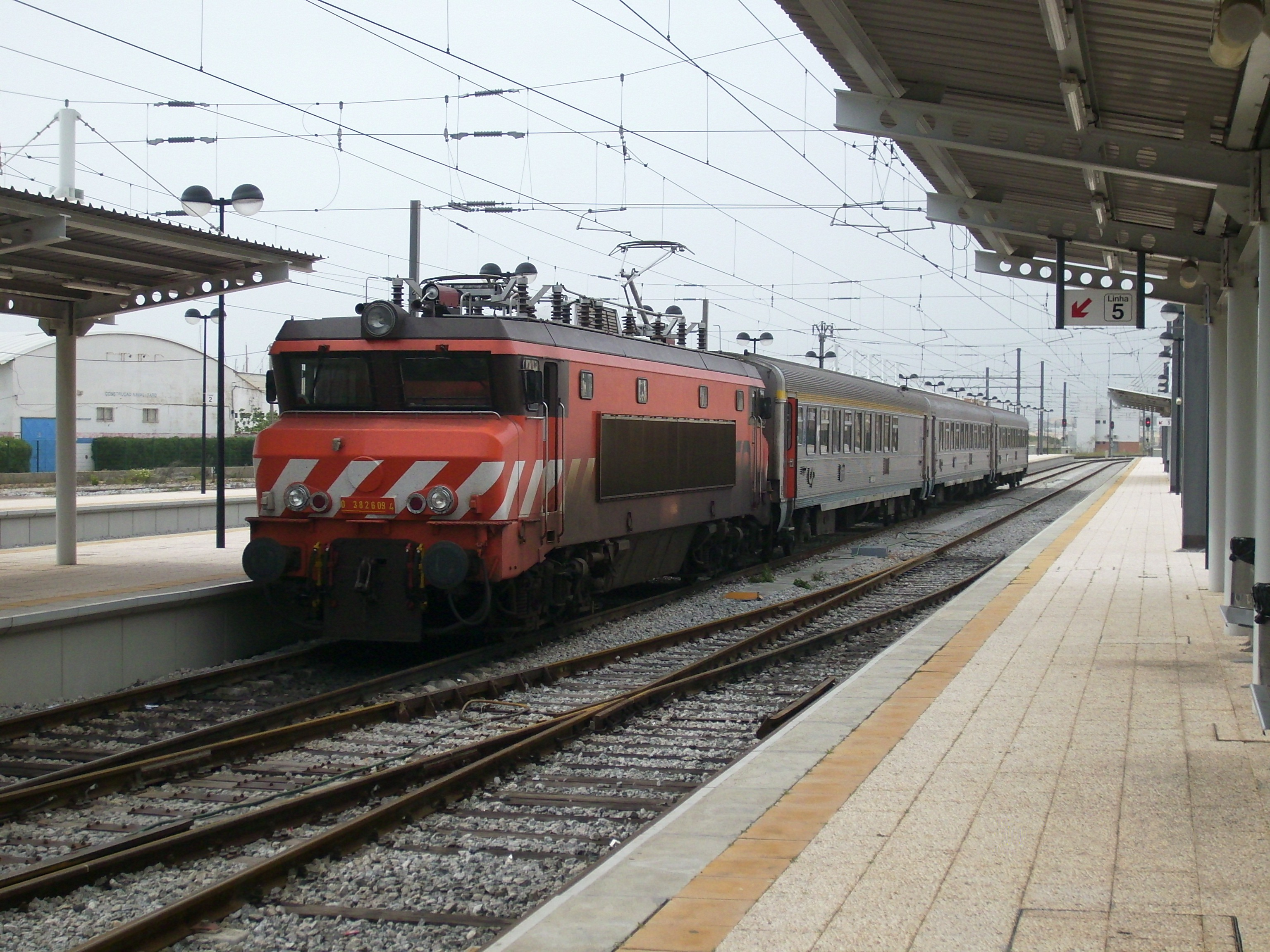
Intercidades em Faro, em 2008. À cabeça da composição está uma locomotiva elétrica da série 2600/2620. Em 2004, os Intercidades Lisboa–Faro passaram a realizar-se com tração elétrica.

Entre 2003 e 2004 ocorreram importantes alterações na rede ferroviária de Portugal, com implicações na rede dos serviços Intercidades. Em Junho de 2003 é concluído o Eixo Norte-Sul (que hoje é considerado parte da Linha do Sul), ou seja, o caminho-de-ferro entre a cidade de Lisboa (na margem norte do Tejo) e a Linha do Sul (na margem sul do Tejo). Esta ligação atravessa o rio Tejo através do tabuleiro inferior da Ponte 25 de Abril e encontra a Linha do Sul no cruzamento ferroviário do Pinhal Novo. Com efeito, os serviços Intercidades do Algarve e do Alentejo deixaram de começar no Barreiro (de notar que existia uma ligação por barco entre Lisboa e o Barreiro) e passaram a começar diretamente em Lisboa. Na altura, a Linha do Sul (Pinhal Novo–Algarve) ainda não estava eletrificada, mas estava a ser submetida a obras de modernização e eletrificação, obras essas que estavam calendarizadas para estar concluídas antes do Euro 2004. Por causa disso, os novos Intercidades Lisboa–Faro e Lisboa–Beja eram rebocados por locomotivas diesel, embora a linha estivesse eletrificada entre Lisboa e o Pinhal Novo. Enquanto isso, no Norte de Portugal, a ligação Porto–Braga estava sofrer obras de modernização, duplicação e eletrificação, assim como a Linha do Douro até Caíde. No caso da Linha de Guimarães as obras foram ainda mais profundas: no troço entre a Trofa (onde esta linha encontra a linha Porto–Braga) e Guimarães a modernização incluiu a mudança de bitola (de métrica para ibérica) e eletrificação. Todas estas obras também estavam calendarizadas para estarem concluídas antes do Euro 2004, até porque Porto, Braga e Guimarães iriam receber jogos dessa competição. Em Janeiro de 2004 é reaberta a Linha de Guimarães (agora de bitola ibérica e eletrificada). Em 21 de Abril são concluídas as obras na ligação entre Porto e Braga, pelo que o Intercidades Lisboa–Braga passa a ser realizado inteiramente por locomotivas elétricas. Em 5 de Junho de 2004 é inaugurada a eletrificação da Linha do Sul, o que permite que os Intercidades Lisboa–Faro passem a ser realizados com locomotivas elétricas; passam a existir três ligações diárias em cada sentido. No mesmo dia, começa a funcionar o serviço Intercidades Lisboa–Guimarães e os comboios Alfa Pendular passam a ligar Braga, Porto, Lisboa e Faro. Por outro lado, também em 5 de Junho de 2004, a CP suprime os Intercidades Lisboa–Braga — no que toca os serviços de longo curso, Braga passa a ser servida unicamente por comboios Alfa Pendular.

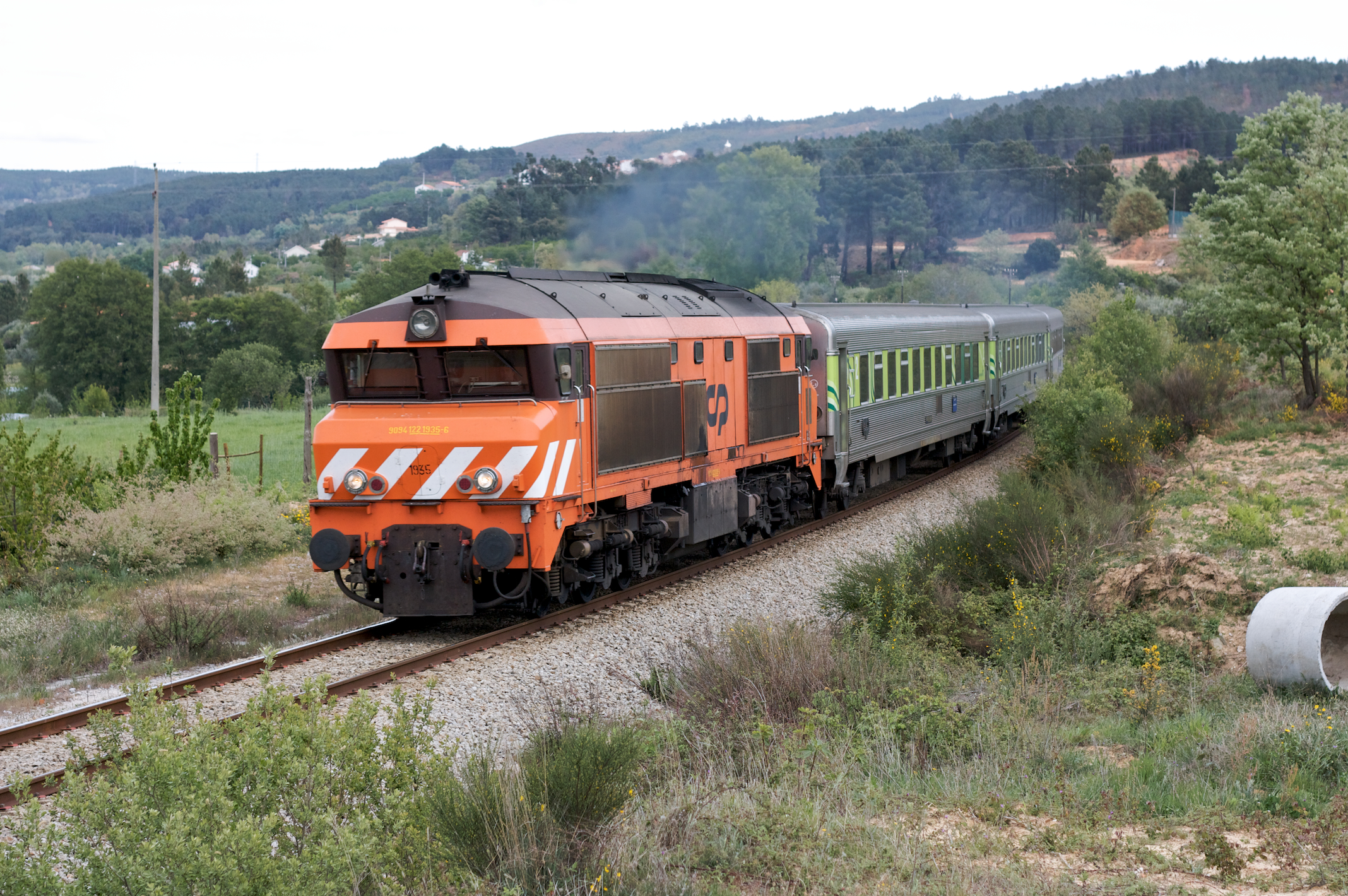
Em 2005 os Intercidades da Beira Baixa (Lisboa–Covilhã) começaram a ser efetuados com tração elétrica entre Lisboa e Castelo Branco. A eletrificação acabaria por chegar à Covilhã em 2011.

Em Fevereiro de 2005, a CP suprimiu os Intercidades semanais do Oeste (Lisboa–Leiria); em 11 de Dezembro do mesmo ano são suprimidos os Intercidades do Douro. Em 16 de Julho de 2005, foi inaugurada a eletrificação da Linha da Beira Baixa até Castelo Branco a bordo de uma composição onde seguiu o então Primeiro-Ministro de Portugal (José Sócrates). Com a inauguração da eletrificação deste troço, os Intercidades Lisboa–Covilhã passaram a realizar-se com locomotiva elétrica até Castelo Branco, fazendo-se nesta gare a troca de locomotivas. Na altura, foi anunciado que a modernização e eletrificação do troço Castelo Branco–Covilhã–Guarda da Linha da Beira Baixa estaria concluída até 2007, mas as obras acabaram por se atrasar significativamente (a modernização e eletrificação do troço Castelo Branco–Covilhã só foi concluída em 2011 e no troço Covilhã–Guarda as obras foram suspensas e só foram retomadas em 2018).

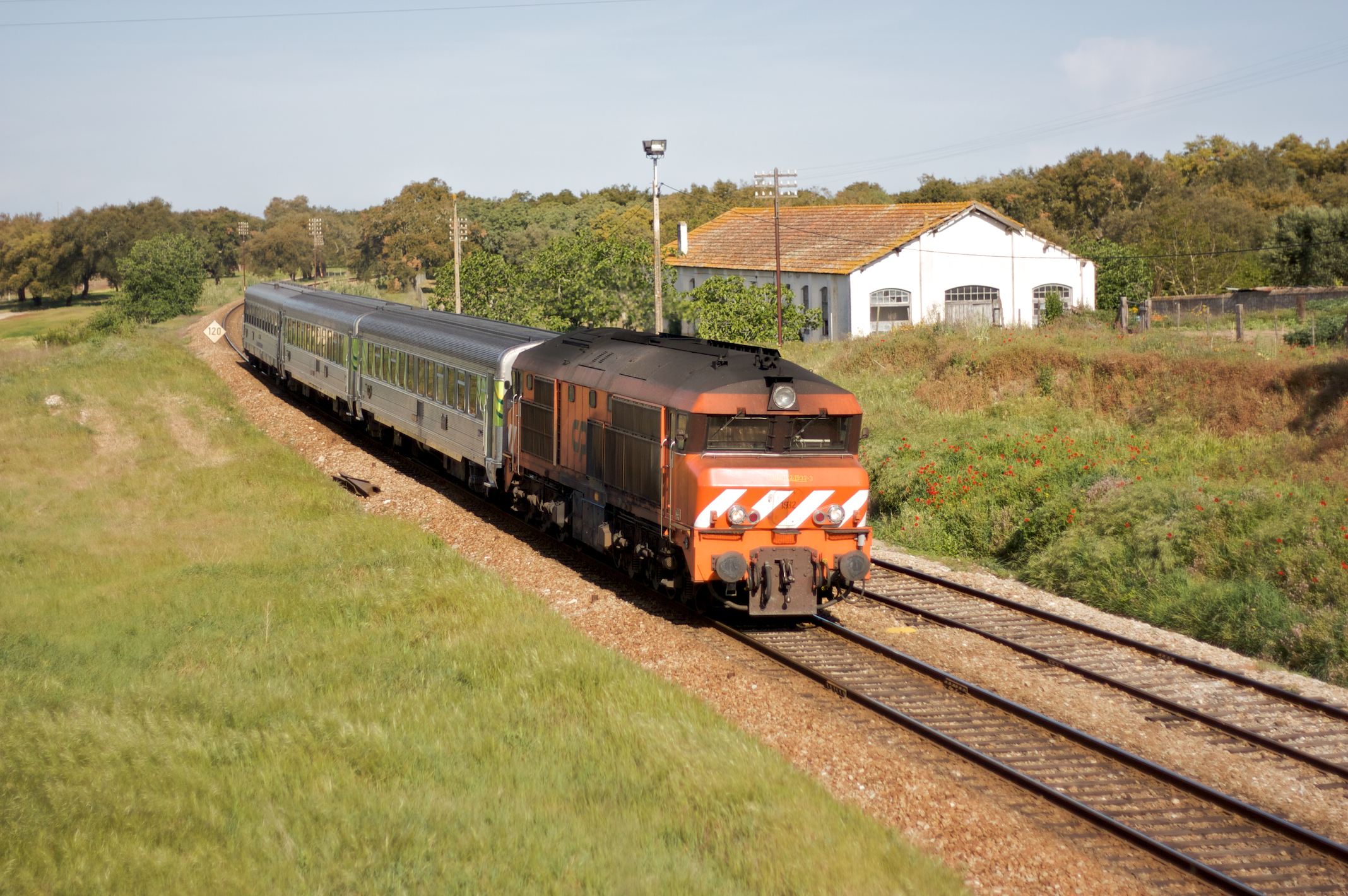
Em 2006 foi criado o Intercidades Lisboa–Évora e o número de Intercidades Lisboa–Beja foi reduzido. O IC Lisboa–Beja acabaria por ser extinto em 2011.

Em 2006, existiam 34 serviços Intercidades em exploração, ligando vários pontos no país, entre Faro e Guimarães, tendo como ponto nevrálgico as Estações de Santa Apolónia e Oriente, em Lisboa.
Em 9 de Fevereiro de 2006, foi suspenso o tráfego no troço Casa Branca–Évora da Linha de Évora, de modo a que este troço pudesse ser sujeito a profundas obras de modernização. Na altura, não circulavam comboios Intercidades neste troço da rede ferroviária portuguesa, mas uma automotora assegurava a ligação entre a cidade de Évora e o Intercidades Lisboa–Beja (em Casa Branca). Mais a norte, em Abril de 2006, foi divulgado que a CP ia extinguir os comboios Intercidades da Beira Alta (Lisboa–Guarda) e da Beira Baixa (Lisboa–Covilhã) e substituí-los parcialmente por Regionais entre Coimbra e Guarda e entre Entroncamento e Castelo Branco. Se a medida tivesse avançado, na região Centro passariam a circular comboios rápidos somente na Linha do Norte e uma viagem entre a Covilhã e Lisboa obrigaria a pelo menos dois transbordos (em Castelo Branco e no Entroncamento). A medida estava a ser preparada pelo controverso presidente da CP António Ramalho, e contava com a oposição de grande parte da estrutura técnica da companhia, para além de ter gerado duras críticas por parte das entidades locais das regiões afetadas. Com efeito, a Governadora Civil de Castelo Branco e um deputado da Assembleia da República eleito pela Guarda contactaram o governo  e divulgaram que o executivo não tinha autorizado a CP a fazer essas supressões. Face à polémica, em 3 de Maio a CP divulgou um comunicado onde admitia que os Intercidades da Beira Alta e da Beira Baixa se iam manter. Ramalho saiu da CP no Verão de 2006. Em Setembro de 2006 foi noticiado que quando o troço Casa Branca–Évora fosse reaberto (o tráfego tinha sido suspenso em Fevereiro, para a realização de obras de modernização), a CP iria alterar o trajeto do Intercidades do Alentejo, passando a ligar Lisboa a Évora, em vez de Lisboa a Beja. Uma automotora faria a ligação entre Beja e Casa Branca, onde daria ligação ao Intercidades Lisboa–Évora, precisamente a situação contrária daquela que existia antes das obras de modernização. A proposta de extinção do Intercidades Lisboa–Beja gerou controvérsia na região, e a CP acabou por decidir não extinguir esse serviço mas reduzir de duas para uma o número de circulações diárias em cada sentido. O troço Casa Branca–Évora da Linha de Évora reabriu em 5 de Novembro de 2006; nesse dia começou a funcionar um serviço Intercidades entre Lisboa e Évora, com três comboios em cada sentido.

### Década de 2010
Em 10 de Maio de 2010, os serviços Intercidades entre a Estação de Lisboa-Oriente, Beja e Évora passaram a ser efectuados por via rodoviária, devido à suspensão do tráfego ferroviário na Linha do Alentejo, para esta que pudesse ser submetida a obras de modernização e eletrificação; os serviços Intercidades neste troço voltaram a ser realizados por via ferroviária no dia 24 de Julho de 2011. Uma vez que a ligação Lisboa–Évora reabriu inteiramente eletrificada, naturalmente houve uma alteração no material motor: em 2010, os Intercidades eram rebocados por locomotivas diesel da série 1900/1930; depois da reabertura, em 2011, os Intercidades Lisboa–Évora passaram a ser rebocados por locomotivas elétricas da série 5600.

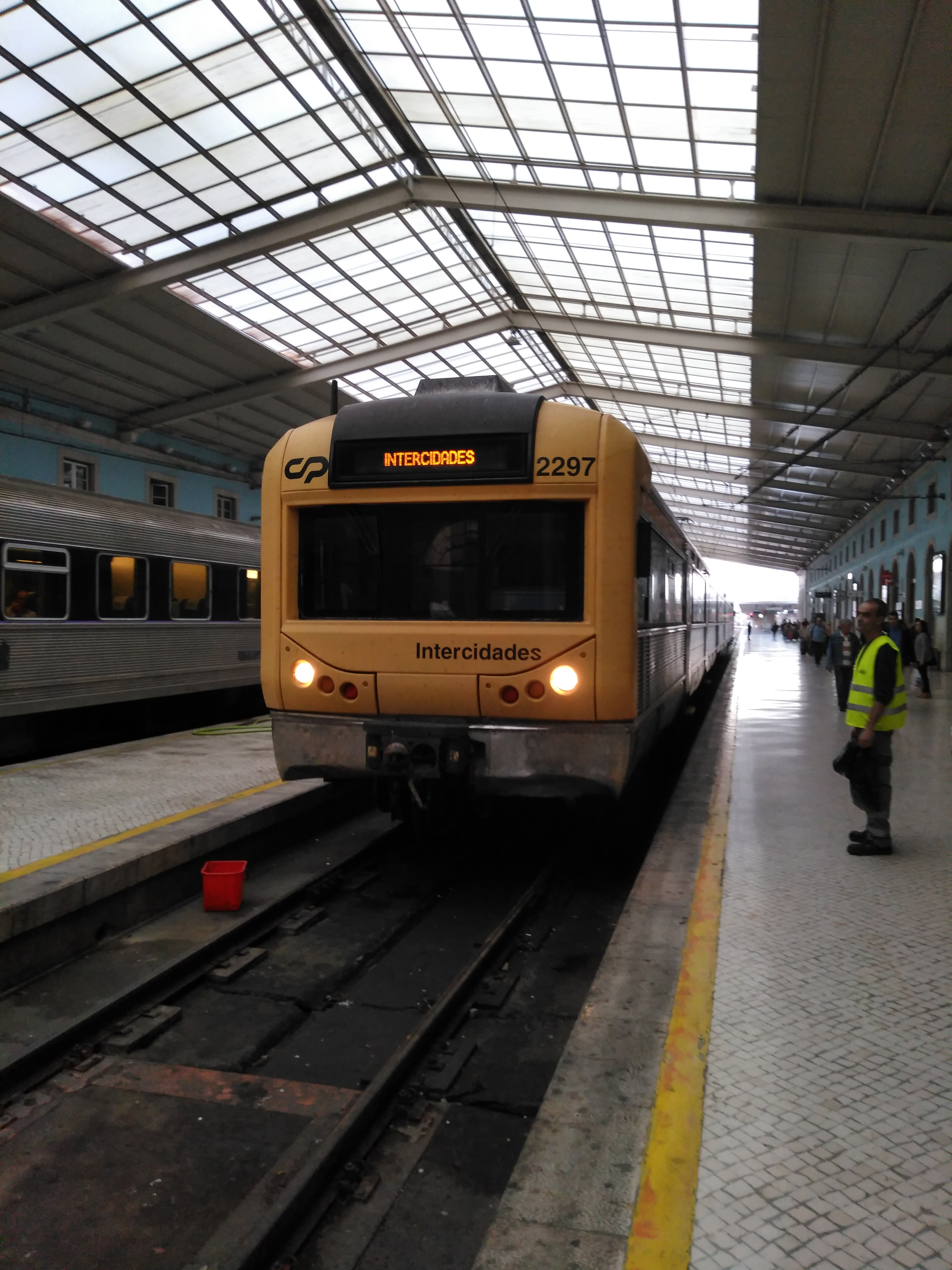
Em 2011, a CP passou a realizar os Intercidades da Beira Baixa (Lisboa–Covilhã) através de automotoras da série 2240 (em vez de composição com locomotiva e carruagens, como sucedia até então), o que gerou controvérsia nas regiões servidas. A medida acabou por ser revertida em 2018.

Desde 1998 até 2011, todos os serviços Intercidades da CP eram realizados por composições com locomotiva e carruagens. Contudo, nesse ano, o interior de algumas automotoras da série 2240 (que até então só realizavam serviços Regionais) foi remodelado com o objetivo de estas automotoras passarem a assegurar alguns serviços Intercidades. Inicialmente, estava previsto que as automotoras da série 2240 com interior renovado passassem a assegurar os Intercidades Lisboa–Évora quando a Linha do Alentejo fosse reaberta. Como já se disse, a ligação entre Lisboa e Évora foi reaberta em 24 de Julho de 2011, mas a operadora Comboios de Portugal decidiu colocar composições rebocadas por locomotivas da Série 5600 a fazer estes serviços. Em Outubro de 2011, a CP anunciou que os serviços Intercidades da Linha da Beira Baixa (entre Lisboa e a Covilhã) deixariam de ser realizados por composições com uma locomotiva da série 5600 e carruagens e que, em vez disso, passariam a ser realizados por automotoras da série 2240. A CP alegou que com esta medida seria possível poupar 1,5 milhões de euros por ano e que, com o interior renovado, estas automotoras ofereciam um nível de conforto semelhante ao que era prestado nas carruagens. As automotoras entraram ao serviço na Beira Baixa no dia 1 de Novembro, sendo que a reação dos passageiros a esta alteração foi bastante negativa, gerando várias reclamações por parte dos passageiros e entidades locais, que consideraram que a qualidade do serviço tinha diminuído. Entre as queixas mais comuns estava a dureza dos bancos que tinham sido introduzidos na remodelação de interiores, a redução do número de casas de banho (um total de 2 numa automotora com 3 carruagens, em vez de 2 casas de banho por carruagem, como dantes) e a falta de cortinas nas janelas, para além do maior ruído interior e menor dimensão das bagageiras. Também foi criticado o facto de o bar e cafetaria ter sido eliminado, sendo substituído por uma máquina de venda automática. Uma vez que as automotoras da série 2240 foram projetadas para realizar serviços Regionais, a sua velocidade máxima é de 120 km/h, ao contrário dos 220 km/h permitido pelas locomotivas da série 5600. Apesar destas reclamações, o Ministério da Economia declarou, em Maio de 2012, que as automotoras eram adequadas para os serviços Intercidades, e que tinham condições de comodidade para os passageiros, devido principalmente às modificações operadas em 2011, que vieram trazer mais conforto e melhores acessos para pessoas com mobilidade reduzida. Nesse mês, uma das automotoras da série 2240 foi temporariamente retirada do serviço activo para manutenção, tendo sido substituída por uma composição de locomotiva e carruagens, medida que foi aplaudida pelos passageiros. A CP acabou por dar uma resposta parcial às queixas dos passageiros e das entidades representativas da Beira Interior: ainda em Maio de 2012, a CP decidiu baixar significativamente os preços praticados nos Intercidades da Beira Baixa, com efeitos a partir de 1 de Junho desse ano. Assim, por exemplo, o preço de uma viagem entre Castelo Branco e a Covilhã passou de €10,00 para €6,50, ficando apenas €0,25 mais cara do que uma viagem equivalente num comboio Regional (que também era assegurado pelas automotoras da série 2240). Os Intercidades da Beira Baixa acabaram por voltar a ser realizados por composições com locomotiva e carruagens em 2018.

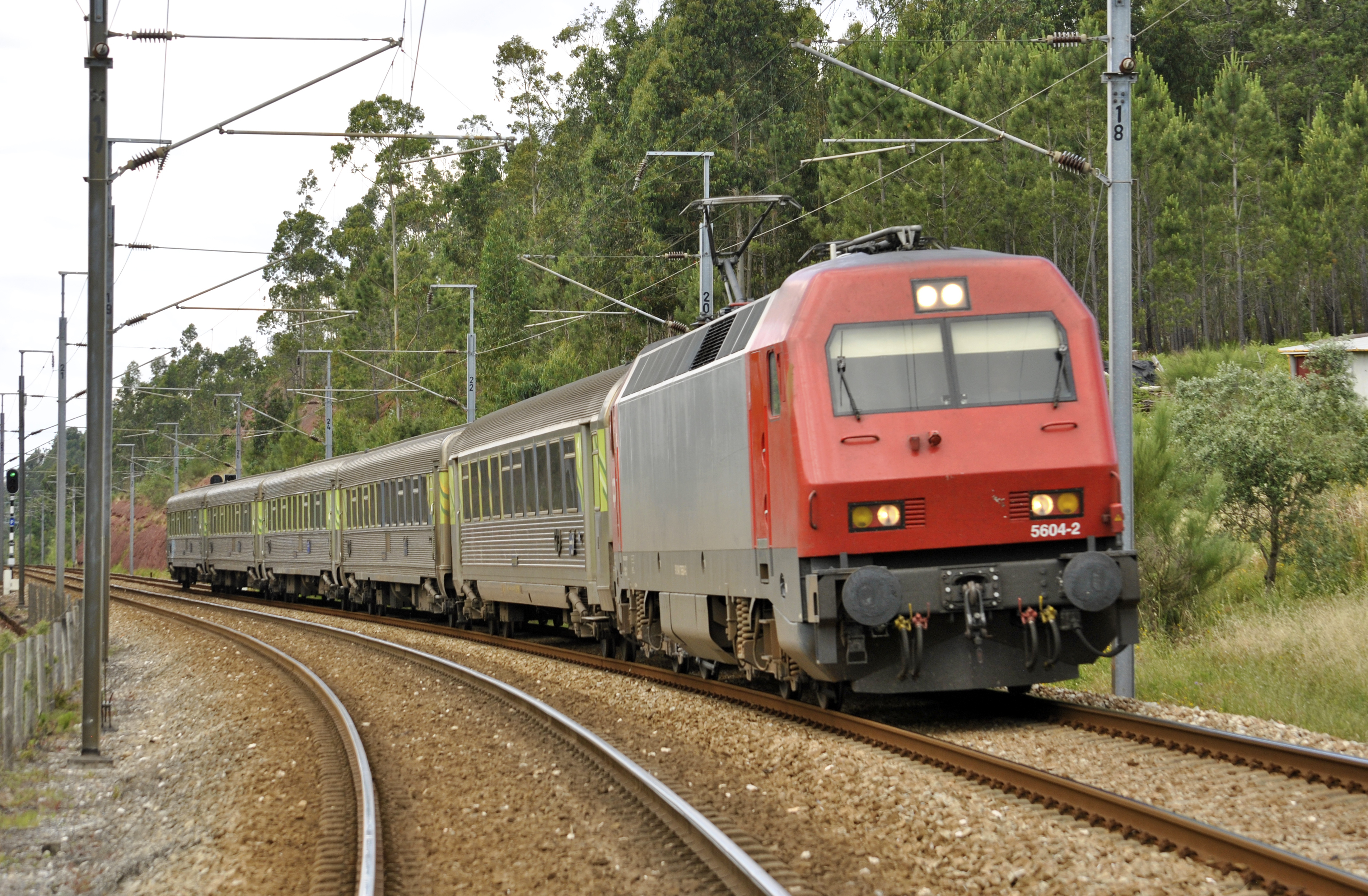
Em 2012 os Intercidades da Beira Alta (Lisboa–Guarda) sofreram ligeiras alterações: foi aumentado o número de paragens e reduzidos os preços.

Em 16 de Setembro de 2012, a CP implementou ligeiras alterações no serviço Intercidades da Linha da Beira Alta, com o objetivo de o tornar mais abrangente e melhor servir as populações locais; com efeito, foi aumentado o número de estações onde todos os serviços Intercidades tinham que parar (em vez de só alguns serviços), foram reduzidos os preços (por exemplo, o preço de uma viagem entre Coimbra e Santa Comba Dão foi reduzido de €11,50 para €8,50) e foi introduzido um passe de assinaturas mensais que permitia viagens ilimitadas em todos os serviços de passageiros  da linha da Beira Alta (não só Intercidades, como também Regionais).
Desde o dia 3 de Outubro de 2012 que existe uma ligação Intercidades de apoio aos comboios Sud Expresso e Lusitânia Comboio Hotel, com partida da estação de Porto-Campanhã e chegada a Coimbra-B. Este comboio foi substituído por um serviço InterRegional antes de 2016.
A partir de 15 de Dezembro de 2013, o serviço Intercidades volta a servir Braga, fazendo 10 ligações ferroviárias de longo curso, 5 em cada sentido, entre Braga e Lisboa.

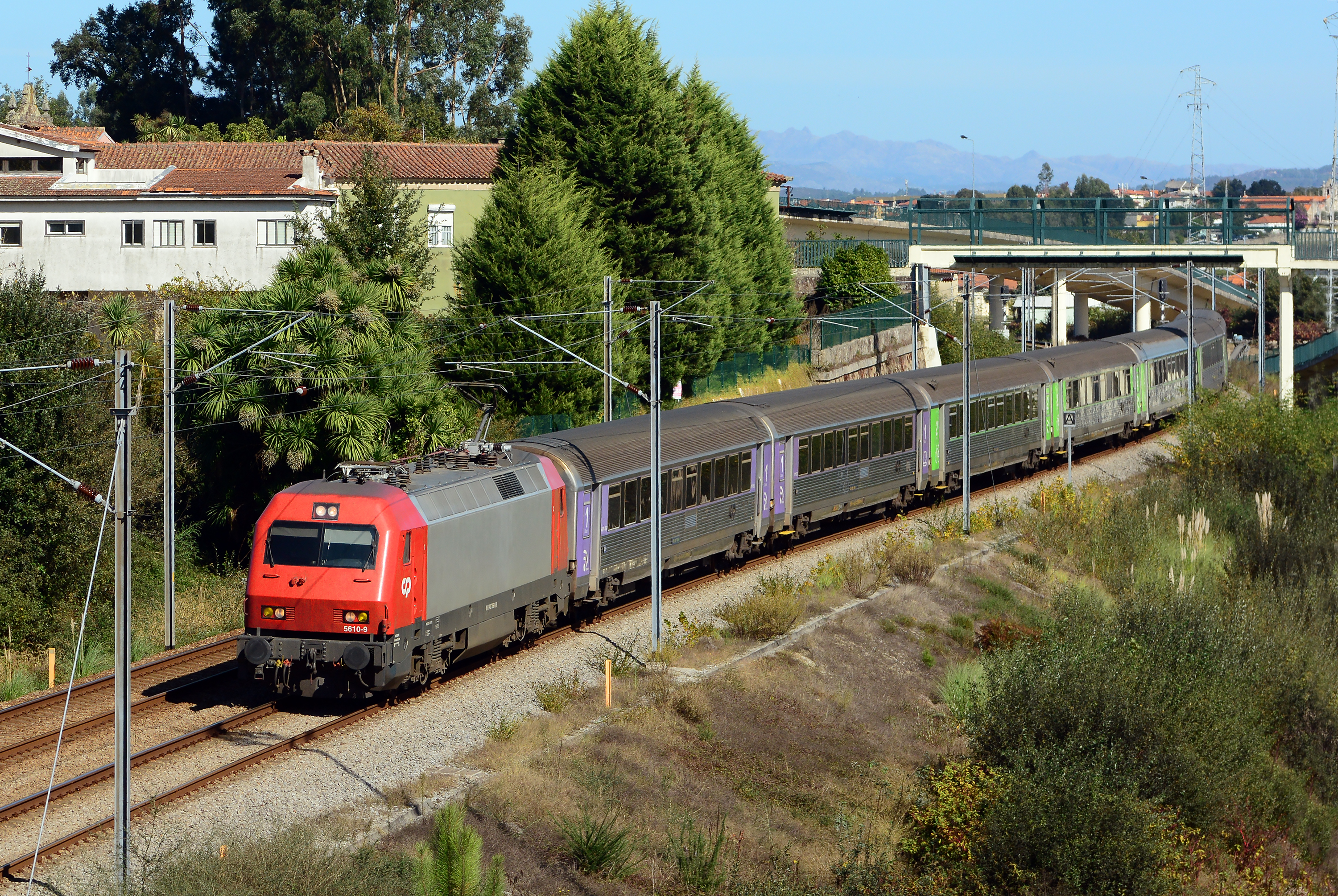
Os serviços Intercidades Lisboa–Braga regressaram em 2013 (tinham sido extintos em 2004, substituídos por comboios Alfa Pendular).

Desde do final de 2014, foi instalado o serviço de wi-fi grátis. Primeiro nos serviços Lisboa - Porto - Guimarães e desde 2017 nos restantes serviços.
No fim-de-semana prolongado de 10 a 12 de Junho de 2016, os Intercidades Lisboa–Évora foram realizados por automotoras da série 2240 (em vez de uma composição composta por uma locomotiva da série 5600 e carruagens, como habitualmente). A medida gerou fortes críticas por parte dos passageiros e autarquias do Alentejo, que contestaram a redução da qualidade do serviço Intercidades quando assegurado por essas automotoras. Estas críticas foram similares às que surgiram em 2011 quando a CP decidiu passar a realizar os Intercidades da Beira Baixa com estas automotoras. A CP acabou por explicar que nesse fim-de-semana houve um aumento extraordinário da procura nas linhas do Norte (Lisboa–Porto) e do Sul (Lisboa–Algarve) causado pela ocorrência, na mesma altura, do feriado do Dia de Portugal, dos festejos de Santo António em Lisboa e do festival NOS Primavera Sound no Porto. Confrontada com falta de material circulante, a CP decidiu usar as composições que normalmente eram usadas no Intercidades Lisboa–Évora (locomotiva da série 5600 e carruagens) para realizarem serviços nas Linhas do Norte e do Sul. A CP acabou por dizer que "não existiu a intenção de preterir este eixo [Lisboa–Évora] em relação a outros serviços Intercidades"; segundo o jornal Público, não era improvável que esta decisão voltasse a ser tomada noutros picos de procura.
Em novembro de 2018, a CP anunciou que os Intercidades da Beira Baixa (Lisboa–Covilhã) iriam voltar a ser assegurados por composições formadas por locomotiva e carruagens, revertendo assim a polémica decisão de 2011 que pusera automotoras da série 2240 a realizar este serviço de longo curso. A mesma CP que em 2011 alegava publicamente que o uso de automotoras nos Intercidades permitia poupar 1,5 milhões de euros por ano, passou a considerar que o custo da falta de lugares nos comboios Regionais devido à carência de automotoras para estes serviços era maior do que a suposta poupança nos Intercidades da Beira Baixa. Com a reintrodução de composições formadas por locomotiva e carruagens, iria ocorrer uma redução de 7 minutos no tempo da viagem Lisboa–Covilhã e uma redução de 22 minutos na viagem Covilhã–Lisboa. Os Intercidades Lisboa–Covilhã voltaram a ser realizados por composições de locomotiva e carruagens em 9 de dezembro de 2018, data em que entrou em vigor os novos horários. Esta medida foi aplaudida e elogiada pelos passageiros e associações regionais. As automotoras da série 2240 voltaram ao serviço Regional, reforçando em particular a oferta no serviço Lisboa–Tomar.
Desde 14 de julho de 2019, aquando da eletrificação do troço Nine - Viana do Castelo, na Linha do Minho, os comboios Intercidades passaram a servir as estações de Barcelos, Barroselas e Viana do Castelo. Este serviço não é diário, não se efetuando aos sábados no sentido Sul-Norte e aos domingos no sentido Norte-Sul.

### Década de 2020
No dia 25 de abril de 2021, com a entrada ao serviço da electrificação do troço entre Viana do Castelo e Valença da Linha do Minho, o serviço Intercidades Lisboa–Viana do Castelo foi estendido a Valença (com paragens intermédias em Âncora-Praia, Caminha e Vila Nova de Cerveira).
No dia 2 de maio de 2021, após a conclusão da modernização do troço Covilhã–Guarda da Linha da Beira Baixa, todos os comboios do serviço Intercidades da Beira Baixa (que até então circulavam entre Lisboa e Covilhã) passaram a terminar na Guarda, servindo as estações e apeadeiros de Caria, Belmonte-Manteigas, Maçainhas, Benespera e Sabugal. Os comboios Regionais 5681 e 5686, que ligam as estações da Guarda e Covilhã, são feitos com o mesmo material circulante dos comboios Intercidades 510, 515 e 519, da Linha da Beira Alta.

## Caracterização

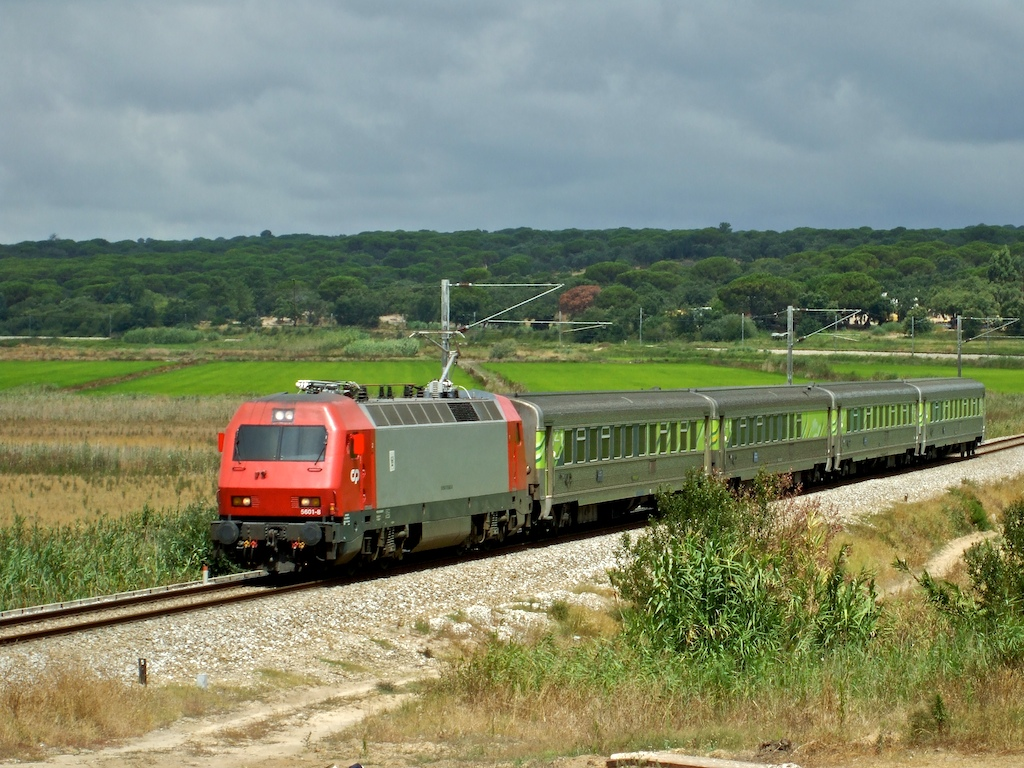
Composição Intercidades a circular na Linha do Sul, junto a Alcácer do Sal.

Mapa da rede Intercidades em inícios da década de 2010 (antes da recriação do IC Lisboa–Braga).

Destina-se ao transporte ferroviário de passageiros entre as principais cidades de Portugal, sendo principalmente utilizado para deslocações por lazer, negócios e turismo.
A rede dos comboios Intercidades encontra-se na maioria das linhas de caminho de ferro de Portugal.
Em junho de 2025, a rede Intercidades encontra-se dividida em cinco eixos:
| Eixo | Número dos Comboios         | Percurso                               | Percurso                               |
| --- | --------------------------- | -------------------------------------- | -------------------------------------- |
| IC Norte | 520 a 529                   | Lisboa-Santa Apolónia - Porto-Campanhã | Lisboa-Santa Apolónia - Porto-Campanhã |
| IC Norte | 720 a 723                   | Lisboa-Santa Apolónia - Braga          | Lisboa-Santa Apolónia - Braga          |
| IC Norte | 620 e 621                   | Lisboa-Santa Apolónia - Guimarães      | Lisboa-Santa Apolónia - Guimarães      |
| IC Norte | 730 e 731                   | Lisboa-Santa Apolónia - Valença        | Lisboa-Santa Apolónia - Valença        |
| IC Beira Alta | 510 a 515                   | Lisboa-Santa Apolónia - Guarda         | Lisboa-Santa Apolónia - Guarda         |
| IC Beira Baixa | 540 a 545                   | Lisboa-Santa Apolónia - Guarda         | Lisboa-Santa Apolónia - Guarda         |
| IC Sul | 570 a 574* 670 a 674**      | Lisboa-Oriente - Faro                  | Lisboa-Oriente - Faro                  |
| IC Alentejo | 590 a 598* 690 a 698** 790* | Lisboa-Oriente - Évora                 | Lisboa-Oriente - Évora                 |
| IC Alentejo | 580 a 587***                | Casa Branca - Beja                     | Casa Branca - Beja                     |
| IC Alentejo | 588*** 680 a 688***         | Évora - Beja                           | Évora - Beja                           |
| (*): Comboios com origem em Lisboa. Apenas números pares. (**): Comboios com destino a Lisboa. Apenas números pares. (***) Único serviço Intercidades que utiliza comboios a diesel através de um shuttle. |                             |                                        |                                        |

Ao longo do seu percurso, dá e recebe ligações a outros pontos do território Português em complementaridade com outros serviços.
A bordo das composições Intercidades, encontram-se serviços de cafetaria e bar, lavabos e ar condicionado, à excepção dos Intercidades do Alentejo que não possuem serviço de cafetaria.
O serviço Intercidades pode ser realizado com recurso a composições de locomotiva + carruagens ou por automotoras. No primeiro caso, as locomotivas da Série 5600 encabeçam os comboios constituídos por carruagens Corail e/ou Sorefames Modernizadas cuja velocidade máxima é de 200 km/h. Os Intercidades Casa Branca–Beja são realizados com automotoras diesel da Série 0450, cuja velocidade máxima é de 120 km/h.
A numeração das carruagens neste serviço é pouco intuitiva e especialmente confusa para os novos utilizadores. As carruagens são numeradas como se segue (excepto os serviços realizados com automotoras), em circunstâncias ditas normais:
1. Números 21 a 29: Carruagens de Segunda Classe. As carruagens estão ordenadas (21 → 29) no sentido sul → norte e circulam na ponta norte do comboio.
2. Números 41 a 49: Carruagens de Segunda Classe. Esta númeração é apenas utilizada em dias de excepcional afluência (sextas, véspras de fim de semana prolongado ou feriados). Um exemplo da sua utilização é no Intercidades 723 (Lisboa - Braga) onde estão colocadas na cauda do comboio, seguem na retaguarda das carruagens de primeira classe, ordenadas 41 → 49, no sentido sul → norte. De notar que estas carruagens apenas circulam entre Lisboa e o Porto e são normalmente 4 (nº 41 a 44).
3. Números 81 a 89: Carruagem de Primeira Classe com Bar. Normalmente, cada comboio apenas circula com uma carruagem Bar (a número 81), mas em caso excepcionais, caso circule com mais, as carruagens estão ordenadas (81 → 89) no sentido norte → sul e circulam no "meio" do comboio, entre as carruagens de Segunda e Primeira Classe. De notar que a parte do Bar se encontra sempre do lado da carruagem 21 (lado norte).
4. Números 11 a 19: Carruagem de Primeira Classe. As carruagens estão ordenadas (11 → 19) no sentido norte → sul e circulam na ponta sul do comboio.

## Rede Intercidades

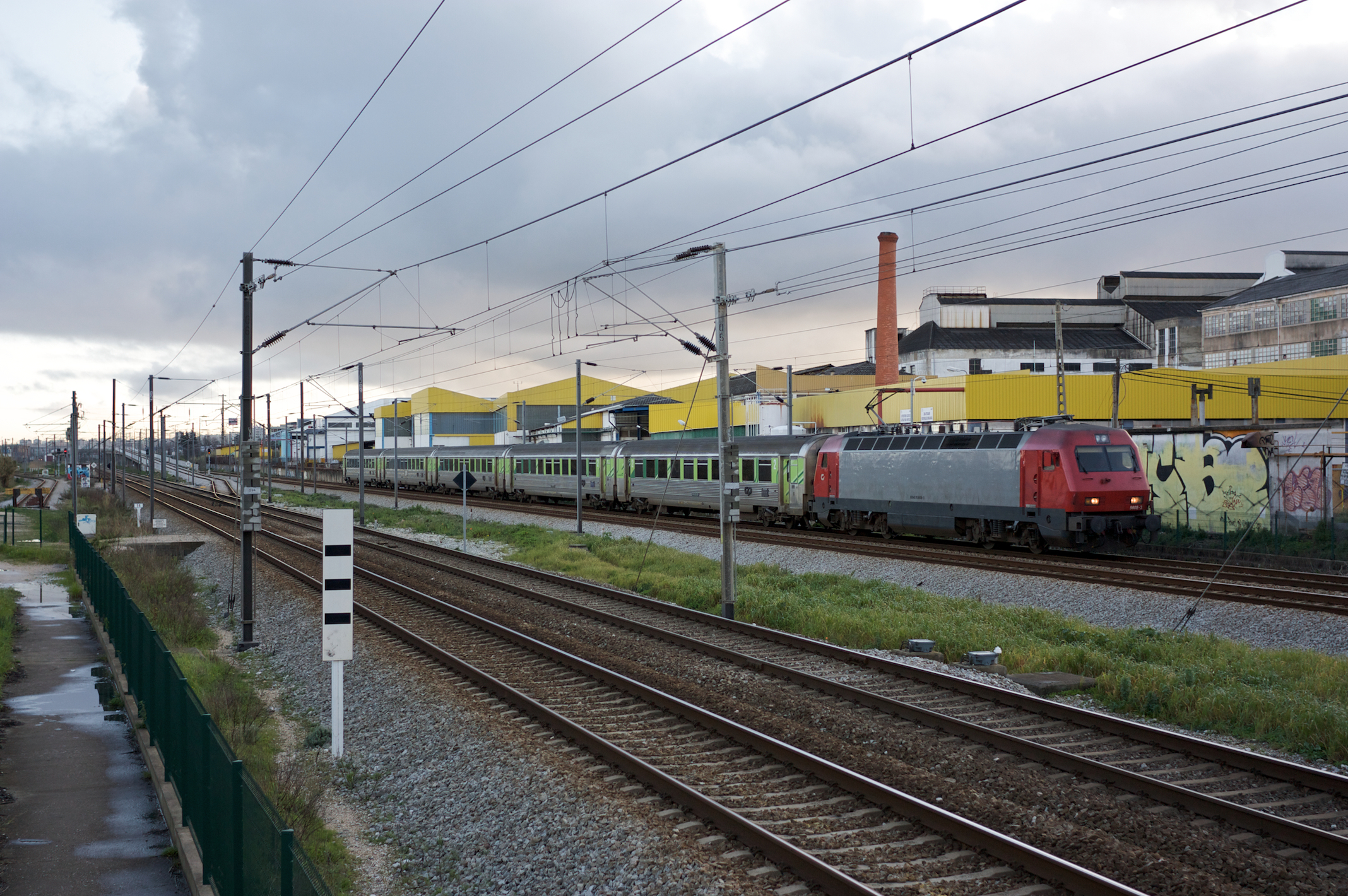
Composição Intercidades a circular na Linha do Norte, junto a Santa Iria de Azóia.

### Norte
O serviço Intercidades Norte faz a ligação entre Lisboa Santa Apolónia e as cidades do Porto (Campanhã), Braga, Guimarães e Viana do Castelo. Todos estes serviços são diários, exceto o de Viana do Castelo, que não se efetua aos sábados no sentido Sul-Norte e aos domingos no sentido Norte-Sul.
Das catorze ligações existentes neste eixo, dois fazem a ligação de e para Guimarães (com saída desta cidade para Lisboa pela manhã e regresso pela tarde), quatro fazem a ligação de e para Braga (dois de manhã e dois de tarde) e os restantes fazem a ligação Lisboa - Porto. À Sexta e ao Domingo (ou à Quinta e Segunda, caso Sexta e/ou Segunda forem feriados oficiais) existem mais dois serviços de reforço: à Sexta de Lisboa para o Porto e ao Domingo em sentido contrário. As ligações entre Lisboa Santa Apolónia e o Porto Campanhã têm a duração de 3h13, 3h55 entre Lisboa e Braga e 4h09 entre Lisboa e Guimarães.
A lei de paragens baseia-se num conjunto de paragens fixas e em seis adicionais que vão alternando consoante o comboio, com cada um deles a efectuar paragem em duas dessas seis. As estações e os apeadeiros servidos, por ordem de percurso, são:
| Nome                        | Observações                                                                                      |
| --------------------------- | ------------------------------------------------------------------------------------------------ |
| Lisboa-Santa Apolónia       | Terminal                                                                                         |
| Lisboa-Oriente              | Paragem para todos os comboios IC com destino Porto Campanhã, Braga, Guimarães, Valença e Guarda |
| Vila Franca de Xira         | Paragem para todos os comboios IC com destino Porto Campanhã, Braga, Guimarães, Valença e Guarda |
| Santarém                    | Paragem para todos os comboios IC com destino Porto Campanhã, Braga, Guimarães, Valença e Guarda |
| Entroncamento               | Paragem para todos os comboios IC com destino Porto Campanhã, Braga, Guimarães, Valença e Guarda |
| Caxarias                    | Paragem alternada, juntamente com Ovar                                                           |
| Pombal                      | Paragem para todos os comboios IC com destino Porto Campanhã, Braga, Guimarães, Valença e Guarda |
| Granja do Ulmeiro-Alfarelos | Paragem alternada, juntamente com Pampilhosa                                                     |
| Coimbra-B                   | Paragem para todos os comboios IC com destino Porto Campanhã, Braga, Guimarães, Valença e Guarda |
| Pampilhosa                  | Paragem alternada, juntamente com Alfarelos                                                      |
| Mealhada                    | Paragem alternada, juntamente com Estarreja                                                      |
| Aveiro                      | Paragem para todos os comboios IC com destino Porto Campanhã, Braga, Guimarães e Valença         |
| Estarreja                   | Paragem alternada, juntamente com Mealhada                                                       |
| Ovar                        | Paragem alternada, juntamente com Caxarias                                                       |
| Espinho                     | Paragem para todos os comboios IC com destino Porto Campanhã, Braga, Guimarães e Valença         |
| Vila Nova de Gaia (Devesas) | Paragem para todos os comboios IC com destino Porto Campanhã, Braga, Guimarães e Valença         |
| Porto-Campanhã              | Paragem para todos os comboios IC com destino Braga, Guimarães e Valença Terminal                |
| Trofa                       | Paragem para todos os comboios IC com destino Guimarães e Valença                                |
| Santo Tirso                 | Paragem para todos os comboios IC com destino Guimarães                                          |
| Vizela                      | Paragem para todos os comboios IC com destino Guimarães                                          |
| Guimarães                   | Terminal                                                                                         |
| Famalicão                   | Paragem para todos os comboios IC com destino Braga e Valença                                    |
| Nine                        | Paragem para todos os comboios IC com destino Braga e Valença                                    |
| Braga                       | Terminal                                                                                         |
| Barcelos                    | Paragem para todos os comboios IC com destino Valença                                            |
| Barroselas                  | Paragem para todos os comboios IC com destino Valença                                            |
| Viana do Castelo            | Paragem para todos os comboios IC com destino Valença                                            |
| Âncora-Praia                | Paragem para todos os comboios IC com destino Valença                                            |
| Caminha                     | Paragem para todos os comboios IC com destino Valença                                            |
| Vila Nova de Cerveira       | Paragem para todos os comboios IC com destino Valença                                            |
| Valença                     | Terminal                                                                                         |

### Beira Alta
O serviço Intercidades "Beira Alta" faz a ligação entre as estações de Lisboa Santa Apolónia e da Guarda. Existem seis serviços diários nesta ligação.
Estações e apeadeiros servidos, por ordem de percurso:
| Nome                        | Observações                                                                                       |
| --------------------------- | ------------------------------------------------------------------------------------------------- |
| Lisboa-Santa Apolónia       | Terminal                                                                                          |
| Lisboa-Oriente              | Paragem para todos os comboios IC com destino Porto Campanhã, Braga, Guimarães e Guarda           |
| Vila Franca de Xira         | Paragem para todos os comboios IC com destino Porto Campanhã, Braga, Guimarães e Guarda           |
| Santarém                    | Paragem para todos os comboios IC com destino Porto Campanhã, Braga, Guimarães e Guarda           |
| Entroncamento               | Paragem para todos os comboios IC com destino Porto Campanhã, Braga, Guimarães e Guarda           |
| Chão de Maçãs-Fátima        | Paragem para todos os comboios IC com destino Guarda                                              |
| Caxarias                    | Paragem para todos os comboios IC com destino Guarda Paragem alternada, juntamente com Ovar       |
| Pombal                      | Paragem para todos os comboios IC com destino Porto Campanhã, Braga, Guimarães e Guarda           |
| Granja do Ulmeiro-Alfarelos | Paragem para todos os comboios IC com destino Guarda Paragem alternada, juntamente com Pampilhosa |
| Coimbra-B                   | Paragem para todos os comboios IC com destino Porto Campanhã, Braga, Guimarães e Guarda           |
| Pampilhosa                  | Paragem para todos os comboios IC com destino Guarda Paragem alternada, juntamente com Alfarelos  |
| Mortágua                    | Paragem para todos os comboios IC com destino Guarda                                              |
| Santa Comba Dão             | Paragem para todos os comboios IC com destino Guarda                                              |
| Carregal do Sal             | Paragem para todos os comboios IC com destino Guarda                                              |
| Nelas                       | Paragem para todos os comboios IC com destino Guarda                                              |
| Mangualde                   | Paragem para todos os comboios IC com destino Guarda                                              |
| Gouveia                     | Paragem alternada apenas às sextas-feiras e aos domingos                                          |
| Fornos de Algodres          | Paragem para todos os comboios IC com destino Guarda                                              |
| Celorico da Beira           | Paragem para todos os comboios IC com destino Guarda                                              |
| Vila Franca das Naves       | Paragem para todos os comboios IC com destino Guarda                                              |
| Guarda                      | Terminal                                                                                          |

Nota: os comboios Intercidades 510, 515 e 519 permitem ligações diretas entre a Guarda e a Covilhã, sem transbordos, sendo que a respetiva composição efetua os comboios regionais 5681 e 5686.

### Beira Baixa
O serviço Intercidades "Beira Baixa" faz a ligação entre as estações de Lisboa Santa Apolónia e da Guarda. Existem seis serviços diários nesta ligação.
Curiosidades: Até meio dos anos 2000 a estação de Alferrarede estava incluída na linha do percurso, tendo sido desactivada. Também pela mesma altura foi integrada a estação de Ródão que inicialmente não fazia parte da linha, mas tendo chegado a estar ambas simultaneamente em funcionamento durante alguns anos.
Estações e apeadeiros servidos, por ordem de percurso:
| Nome                  | Observações                                                                             |
| --------------------- | --------------------------------------------------------------------------------------- |
| Lisboa Santa Apolónia | Terminal                                                                                |
| Lisboa Oriente        | Paragem para todos os comboios IC com destino Porto Campanhã, Braga, Guimarães e Guarda |
| Vila Franca de Xira   | Paragem para todos os comboios IC com destino Porto Campanhã, Braga, Guimarães e Guarda |
| Santarém              | Paragem para todos os comboios IC com destino Porto Campanhã, Braga, Guimarães e Guarda |
| Entroncamento         | Paragem para todos os comboios IC com destino Porto Campanhã, Braga, Guimarães e Guarda |
| Abrantes              | Paragem para todos os comboios IC com destino Guarda                                    |
| Ródão                 | Paragem para todos os comboios IC com destino Guarda                                    |
| Castelo Branco        | Paragem para todos os comboios IC com destino Guarda                                    |
| Fundão                | Paragem para todos os comboios IC com destino Guarda                                    |
| Covilhã               | Paragem para todos os comboios IC com destino Guarda                                    |
| Caria                 | Paragem para todos os comboios IC com destino Guarda                                    |
| Belmonte-Manteigas    | Paragem para todos os comboios IC com destino Guarda                                    |
| Maçainhas             | Paragem para todos os comboios IC com destino Guarda                                    |
| Benespera             | Paragem para todos os comboios IC com destino Guarda                                    |
| Sabugal               | Paragem para todos os comboios IC com destino Guarda                                    |
| Guarda                | Terminal                                                                                |

### Alentejo
O serviço Intercidades "Alentejo" é composto por dois eixos. Um faz a ligação entre as estações de Oriente e Évora e outro entre Casa Branca e Beja, de ligação aos primeiros. Existem oito serviços diários nesta ligação e mais dois aos dias úteis.
A partir de 13 de Junho de 2021, a CP prolongou seis dos dez serviços Casa Branca-Beja até Évora (fazendo as automotoras inversão de marcha em Casa Branca), permitindo assim uma ligação directa entre Beja e Évora em pouco mais de uma hora — ligação esta que, antes, sem serviços directos, obrigava a um transbordo de mais de uma hora em Casa Branca.
Estações e apeadeiros servidos, por ordem de percurso, na composição Lisboa-Évora:
| Nome                   | Observações                                                                         |
| ---------------------- | ----------------------------------------------------------------------------------- |
| Lisboa-Oriente         | Terminal                                                                            |
| Lisboa-Entrecampos     | Paragem para todos os comboios IC com destino Évora e Faro                          |
| Sete Rios              | Paragem para todos os comboios IC com destino Évora e Faro                          |
| Pragal                 | Paragem para todos os comboios IC com destino Évora e Faro                          |
| Pinhal Novo            | Paragem para todos os comboios IC com destino Évora e Faro                          |
| Poceirão               | Paragem alternada, juntamente com Fernando Pó, Pegões e São João das Craveiras      |
| Fernando Pó            | Paragem alternada, juntamente com Poceirão, Pegões e São João das Craveiras         |
| Pegões                 | Paragem alternada, juntamente com Poceirão, Fernando Pó e São João das Craveiras    |
| São João das Craveiras | Paragem alternada, juntamente com Poceirão, Fernando Pó e Pegões                    |
| Vendas Novas           | Paragem para todos os comboios IC com destino Évora                                 |
| Casa Branca            | Paragem para todos os comboios IC com destino Évora; transbordo para ligação a Beja |
| Évora                  | Terminal                                                                            |

Estações e apeadeiros servidos, por ordem de percurso, na composição Casa Branca-Beja:
| Nome                 | Observações                                                                               |
| -------------------- | ----------------------------------------------------------------------------------------- |
| Évora                | Terminal para três dos serviços diários em cada sentido                                   |
| Casa Branca          | Terminal para dois dos serviços diários em cada sentido; transbordo para ligação a Lisboa |
| Alcáçovas            | Paragem para todos os comboios IC com destino Beja                                        |
| Vila Nova de Baronia | Paragem para todos os comboios IC com destino Beja                                        |
| Alvito               | Paragem para todos os comboios IC com destino Beja                                        |
| Cuba                 | Paragem para todos os comboios IC com destino Beja                                        |
| Beja                 | Terminal                                                                                  |

### Sul
O serviço Intercidades "Sul" faz a ligação entre as estações de Oriente e Faro. Existem seis serviços diários nesta ligação e mais dois sazonais.
Estações e apeadeiros servidos, por ordem de percurso:
| Nome               | Observações                                                |
| ------------------ | ---------------------------------------------------------- |
| Lisboa-Oriente     | Terminal                                                   |
| Lisboa-Entrecampos | Paragem para todos os comboios IC Évora e Faro             |
| Sete Rios          | Paragem para todos os comboios IC com destino Évora e Faro |
| Pragal             | Paragem para todos os comboios IC com destino Évora e Faro |
| Pinhal Novo        | Paragem para todos os comboios IC com destino Évora e Faro |
| Grândola           | Paragem para todos os comboios IC com destino Faro         |
| Ermidas-Sado       | Paragem para todos os comboios IC com destino Faro         |
| Funcheira          | Paragem para todos os comboios IC com destino Faro         |
| Amoreiras-Odemira  | Paragem alternada apenas para os comboios IC 670 e IC 574  |
| Santa Clara-Sabóia | Paragem para todos os comboios IC com destino Faro         |
| Messines-Alte      | Paragem para todos os comboios IC com destino Faro         |
| Tunes              | Paragem para todos os comboios IC com destino Faro         |
| Albufeira          | Paragem para todos os comboios IC com destino Faro         |
| Loulé              | Paragem para todos os comboios IC com destino Faro         |
| Faro               | Terminal                                                   |

## Serviços comerciais
A CP opera os seguintes serviços com a caracterização Intercidades (indicam-se com letras pequenas as estações onde nem todos os comboios Intercidades que por elas passam efectuam paragem):
| Origem                | Paragens | Destino        | Frequência                     | Observações                                                                            |
| Lisboa - Norte        | Lisboa - Norte | Lisboa - Norte | Lisboa - Norte                 | Lisboa - Norte                                                                         |
| --------------------- | --- | -------------- | ------------------------------ | -------------------------------------------------------------------------------------- |
| Lisboa-Santa Apolónia | Lisboa-Oriente · Vila Franca de Xira · Santarém · Entroncamento · Caxarias · Pombal · Alfarelos · Coimbra-B · Pampilhosa · Mealhada · Aveiro · Estarreja · Ovar · Espinho · Gaia                                                                                         | Porto-Campanhã | 3 comboios diários por sentido | Sexta e sábado com 4 comboios Lisboa -> Porto e domingo com 5 comboios Porto -> Lisboa |
| Lisboa-Santa Apolónia | Lisboa-Oriente · Vila Franca de Xira · Santarém · Entroncamento · Caxarias · Pombal · Alfarelos · Coimbra-B · Pampilhosa · Mealhada · Aveiro · Estarreja · Ovar · Espinho · Gaia · Porto-Campanhã · Famalicão · Nine                                                     | Braga          | 2 comboios diários por sentido |                                                                                        |
| Lisboa-Santa Apolónia | Lisboa-Oriente · Vila Franca de Xira · Santarém · Entroncamento · Caxarias · Pombal · Alfarelos · Coimbra-B · Pampilhosa · Aveiro · Ovar · Espinho · Gaia · Porto-Campanhã · Trofa · Santo Tirso · Vizela                                                                | Guimarães      | 1 comboio diário por sentido   |                                                                                        |
| Lisboa-Santa Apolónia | Lisboa-Oriente · Vila Franca de Xira · Santarém · Entroncamento · Caxarias · Pombal · Coimbra-B · Aveiro · Ovar · Espinho · Gaia · Porto-Campanhã · Trofa · Famalicão · Nine · Barcelos · Barroselas · Viana do Castelo · Âncora-Praia · Caminha · Vila Nova de Cerveira | Valença        | 1 comboio diário por sentido   | Não existe serviço Lisboa -> Valença ao sábado e Valença -> Lisboa ao domingo          |
| Lisboa - Centro       | |                |                                |                                                                                        |
| Lisboa-Santa Apolónia | Lisboa-Oriente · Vila Franca de Xira · Santarém · Entroncamento · Fátima · Caxarias · Pombal · Alfarelos · Coimbra-B · Mortágua · Santa Comba Dão · Carregal do Sal · Nelas · Mangualde · Fornos de Algodres · Celorico da Beira · Vila Franca das Naves                 | Guarda         | 3 comboios diários por sentido | Pela linha da Beira Alta                                                               |
| Lisboa-Santa Apolónia | Lisboa-Oriente · Vila Franca de Xira · Santarém · Entroncamento · Abrantes · Ródão · Castelo Branco · Fundão · Covilhã · Caria · Belmonte-Manteigas · Maçaínhas · Benespera · Sabugal                                                                                    | Guarda         | 3 comboios diários por sentido | Pela linha da Beira Baixa                                                              |
| Lisboa - Alentejo     | |                |                                |                                                                                        |
| Lisboa-Oriente        | Entrecampos · Sete Rios · Pragal · Pinhal Novo · Poceirão · Fernando Pó · Pegões · São João das Craveiras · Vendas Novas · Casa Branca | Évora          | 5 comboios diários por sentido |                                                                                        |
| Alentejo              | |                |                                |                                                                                        |
| Beja                  | Cuba · Alvito · Vila Nova da Baronia · Alcáçovas · Casa Branca | Évora          | 3 comboios diários por sentido |                                                                                        |
| Beja                  | Cuba · Alvito · Vila Nova da Baronia · Alcáçovas | Casa Branca    | 3 comboios diários por sentido |                                                                                        |
| Lisboa - Algarve      | |                |                                |                                                                                        |
| Lisboa-Oriente        | Entrecampos · Sete Rios · Pragal · Pinhal Novo · Grândola · Ermidas-Sado · Funcheira · Amoreiras-Odemira · Santa Clara-Sabóia · Messines-Alte · Tunes · Albufeira-Ferreiras · Loulé                                                                                      | Faro           | 4 comboios diários por sentido |                                                                                        |

## Ligações complementares
Ao longo da maioria dos corredores do serviço Intercidades, existem serviços Regionais e/ou Urbanos que permitem a distribuição dos clientes pelas localidades onde o comboio Intercidades não efectua paragem. De igual modo, em algumas estações da rede Intercidades é possível estabelecer ligações com outros comboios que servem outros destinos fora da rede Intercidades, esquematizados a preto no diagrama acima.
Algumas estações e alguns apeadeiros onde os comboios Intercidades efectuam paragem encontram-se perto de paragens de transportes rodoviários que permitem a articulação com outros pontos do território, tanto a nível urbano, como interurbano ou mesmo nacional.
Nalgumas paragens da rede Intercidades, o acesso aos terminais rodoviários de médio e longo curso é facilitado, como é o caso de:
- Faro - Ligações para todo o Algarve e com a Andaluzia até Sevilla.
- Lisboa Sete Rios - Ligações de longo curso para todo o território nacional.
- Lisboa Oriente - Ligações interurbanas para a Península de Setúbal e internacionais.
- Vila Franca de Xira - Ligações interurbanas para o Ribatejo e para o Oeste até Torres Vedras.
- Pombal - Ligações interurbanas para Leiria.
- Castelo Branco - Ligações interurbanas para toda a Beira Baixa.

Noutros destinos, como Beja, Évora, Coimbra, Covilhã, Guarda, Aveiro, Porto ou Guimarães, os terminais rodoviários localizam-se longe das estações ferroviárias, sendo pouco prático o transbordo entre modos de transporte pela necessidade de recorrer a transportes urbanos. No entanto, nalgumas destas localidades existem circuitos rodoviários que prevêem passagem pelas estações ferroviárias.